# Gliese 649
Gliese 649 är en ensam stjärna i mellersta delen av stjärnbilden Herkules. Den har en skenbar magnitud av ca 9,65 och kräver  ett mindre teleskop för att kunna observeras. Baserat på parallax enligt Gaia Data Release 2 på ca 96,3 mas, beräknas den befinna sig på ett avstånd på ca 34 ljusår (ca 10,4 parsek) från solen. Den rör sig bort från solen med en heliocentrisk radialhastighet på ca 4 km/s.

## Egenskaper
Gliese 649 är en röd dvärgstjärna i huvudserien av spektralklass M2 V. Den har en massa som är ca 0,54 solmassa, en radie som är ca 0,54 solradie och har ca 0,04 gånger solens utstrålning av energi från dess fotosfär vid en effektiv temperatur av ca 3 600 K.
Med resultat från Herschel Space Observatorys undersökning 2010 av 21 stjärnor av sen typ upptäcktes en stoftskiva mellan cirka 6 och 30 AE från stjärnan. Skivan upptäcktes inte vid 22 μm av NASA:s Wide-field Infrared Survey Explorer så därför är det troligt att den har temperatur under 100 K och liknar Kuiperbältet. Skivan upplöstes marginellt, verkade mycket asymmetrisk, och är därför förmodligen mera sedd från kanten än face-to-face, i dess lutning.

## Planetsystem
År 2010 upptäcktes vid Gliese 649 en exoplanet med en massa ungefär som Saturnus. Den har 32,8 procent av Jupiters massa och ligger i excentrisk bana (e = 0,3) 1,15 astronomiska enheter (AE) från moderstjärnan. Om man antar en ljusstyrka på 4,5 procent av solens, ligger den beboeliga zonen vid 0,21 AE, så planeten borde vara lika kall som om den befann sig vid 5,5 AE från en solliknande stjärna. Även med olika periastron- och apoastronpositioner på 0,8 respektive 1,49 AE kan planeten sannolikt visa säsongsberoende temperaturförändringar.
| Planet | Massa              | Halv storaxel (AE) | Siderisk omloppstid (d) | Excentricitet | Inklination | Radie |
| ------ | ------------------ | ------------------ | ----------------------- | ------------- | ----------- | ----- |
| b      | ≥ 0,328 ± 0,032 MJ | 1,135 ± 0,035      | 598,3 ± 4,2             | 0,30 ± 0,08   | -           | -     |